# Platylister unicus
Platylister unicus är en skalbaggsart som först beskrevs av Heinrich Bickhardt 1912.  Platylister unicus ingår i släktet Platylister och familjen stumpbaggar. Inga underarter finns listade i Catalogue of Life.